# Aysha zenzesi
Aysha zenzesi là một loài nhện trong họ Anyphaenidae.
Loài này thuộc chi Aysha. Aysha zenzesi được Cândido Firmino de Mello-Leitão miêu tả năm 1945.